# Interstate 29
Pour les articles homonymes, voir I29 et Route 29.
L'Interstate 29 (I-29) est une autoroute inter-États du Midwest des États-Unis. Elle relie Kansas City dans le Missouri au sud à la frontière entre le Canada et les États-Unis près de Pembina dans le Dakota du Nord, où elle se poursuit comme la Manitoba Provincial Trunck Highway 75 (PTH 75) au nord jusqu'à Winnipeg. La route suit le cours de trois cours d'eau importants formant tous les frontières entre des États. La portion sud est près de la rivière Missouri entre Kansas City et Sioux City. Elle longe ensuite la Big Sioux River et finalement la Red River of the North. Elle traverse l'Iowa, le Dakota du Sud et le Dakota du Nord à travers le Midwest et dessert les villes de Council Bluffs, Sioux Falls et Fargo.

## Description du tracé

### Missouri

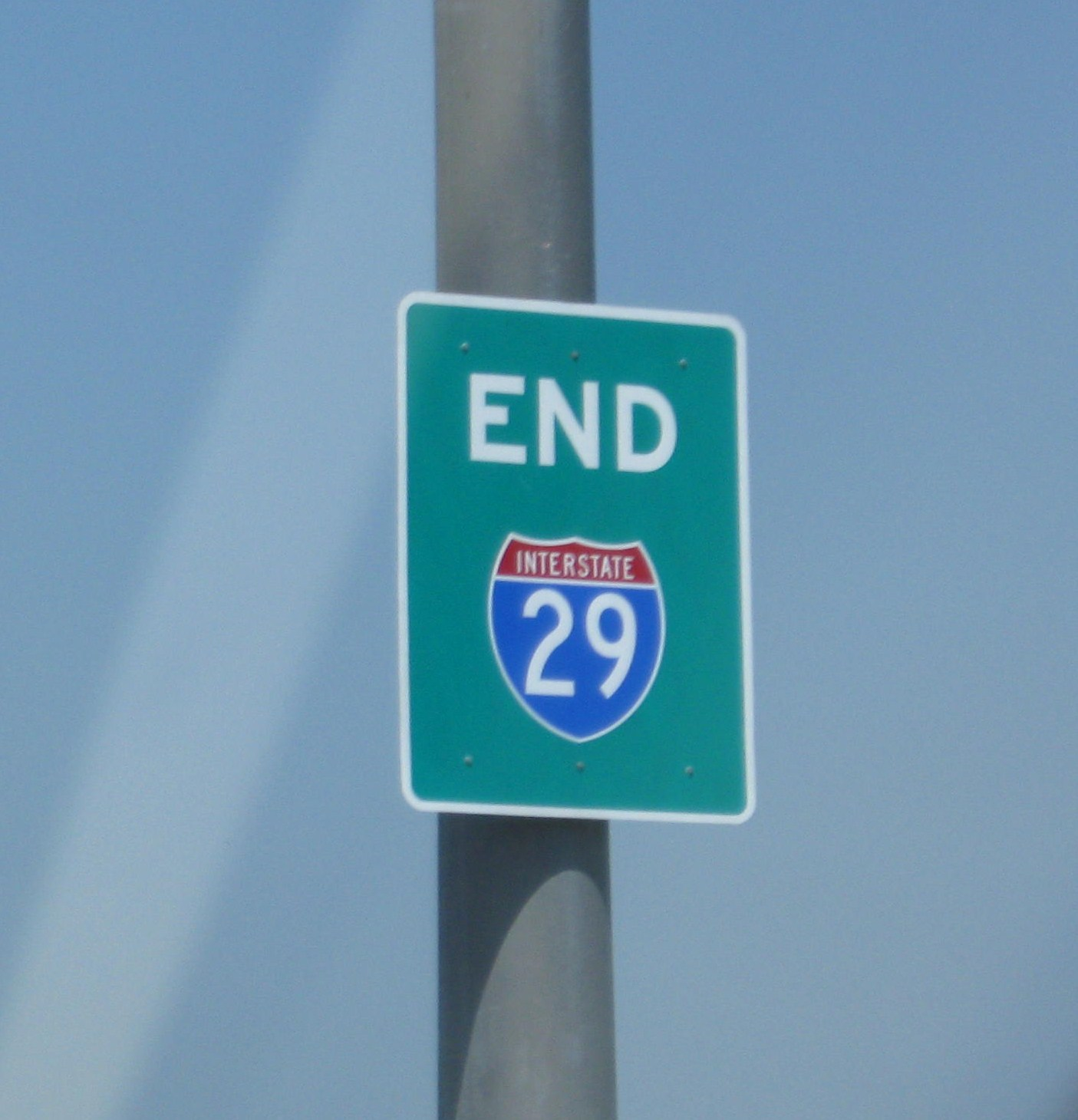
Le bouclier de la fin de l'I-29 à son terminus sud à Kansas City.

Près du terminus sud, l'I-29 forme un multiplex avec l'I-35 et la US 71. Elle se sépare du multiplex au nord de Saint Joseph et traverse un corridor peu densément peuplé le long de la rivière Missouri jusqu'à Council Bluffs. Durant la phase de conception, une alternative faisait passer l'I-29 plus près de la US 71 vers les villes plus importantes de Maryville, Missouri et Clarinda, Iowa. Durant l'Inondation du Midwest américain de 1993, la rivière Missouri est sortie de son lit et a inondé des portions de l'I-29, déroutant le trafic par la US 71 via Maryville et Clarinda. L'I-29 a été fermée à nouveau en 2011 pour les mêmes motifs.

### Iowa
L'I-29 débute en Iowa près de Hamburg. Elle se dirige vers le nord-ouest à un échangeur avec la Iowa Highway 2 (Iowa 2), puis, jusqu'à Council Bluffs. Elle forme un bref multiplex avec l'I-80 pour s'en séparer près d'Omaha, Nebraska. Au nord de Council Bluffs, l'I-29 croise l'I-680. Un peu plus au nord, elle croise l'I-880 qui débute alors que l'I-29 poursuit son tracé vers Sioux City. Dans cette ville, une autoroute collectrice, l'I-129, débute à la jonction avec l'I-29 pour se diriger à l'ouest à South Sioux City, Nebraska. Après avoir traversé le centre de Sioux City l'I-29 prend un virage vers l'ouest et entre au Dakota du Sud.

### Dakota du Sud
L'I-29 entre au Dakota du Sud à North Sioux City en traversant la Big Sioux River. L'autoroute se dirige vers le nord-ouest jusqu'à un échangeur avec la Highway 50 (SD 50) près de Vermillion, où elle s'aligne vers le nord. L'autoroute se dirige ainsi jusqu'à où elle passe à l'ouest de la ville. Une autoroute collectrice, l'I-229, passe à l'est et rejoint l'I-90. L'I-29 croise cette même autoroute au nord-ouest de la ville. Elle continue ensuite au nord jusqu'à Brookings. Après cette ville, l'I-29 se dirige vers le nord-ouest jusqu'à Watertown. Après cette ville, l'autoroute continue au nord, croise la US 12 et entre au Dakota du Nord.

### Dakota du Nord
L'I-29 entre au Dakota du Nord près de Hankinson. À Fargo, elle croise l'I-94 / US 52 et continue au nord le long de la Rivière Rouge jusqu'à Grand Forks. À son terminus nord, l'I29 entre au Canada et devient la PTH 75 au Manitoba, route qui mène à Winnipeg.

## Liste des sorties

### Missouri
| Interstate 29                             |                                |        |        |        | | |
| Comté                                     | Municipalité                   | mi     | km     | Sortie | Intersections / Destinations                                                                           | Notes |
| Jackson                                   | Kansas City                    | 0,00   | 0,00   |        | I-35 sud / I-70 / US 24 ouest / US 40 – Wichita, Topeka                                                | Downtown Loop; terminus sud de l'I-29; terminus sud du multiplex avec I-35 / US 24; sortie 2G-H de l'I-70                    |
| Jackson                                   | Kansas City                    | 0,00   | 0,00   | 2F     | Oak Street / Grand Avenue / Walnut Street                                                              | Accès direction nord via sortie 2E; pas d'entrée direction nord; pas d'accès à cette sortie depuis l'I-70 ouest              |
| Jackson                                   | Kansas City                    | 0,00   | 0,00   | 2H     | Admiral Boulevard Route 9 (en) nord – North Kansas City US 24 Bus. (Independance Avenue)               | Les numéros de sortie suivent la numérotation de l'I-35; sortie direction nord, entrée direction sud                         |
| Jackson                                   | Kansas City                    | 0,00   | 0,00   | 2J     | 11th Street Downtown                                                                                   | Sortie direction sud, entrée direction nord                                                                                  |
| Jackson                                   | Kansas City                    | 0,00   | 0,00   | 3      | US 24 / US 40 est / US 71 sud – Saint-Louis, Springfield I-70 est vers I-435 sud – Saint-Louis, Joplin | Terminus sud du multiplex avec US 71; sortie 2G de l'I-70                                                                    |
| Jackson                                   | Kansas City                    | 0,53   | 0,85   | 4A     | The Paseo (Independance Avenue) vers US 24 Bus.                                                        | Sortie direction sud, entrée direction nord                                                                                  |
| Jackson                                   | Kansas City                    | 1,08   | 1,73   | 4B     | Front Street / Grand Boulevard                                                                         | |
| Clay                                      | North Kansas City              | 1,62   | 2,60   | 5A     | Levee Road                                                                                             | Sortie direction sud, entrée direction nord; indiqué sortie 5 en direction sud                                               |
| Clay                                      | North Kansas City              | 1,67   | 2,68   | 5A     | Bedford Street                                                                                         | Sortie direction nord, entrée direction sud                                                                                  |
| Clay                                      | North Kansas City              | 2,42   | 3,89   | 5B     | 16th Avenue                                                                                            | Sortie direction nord, entrée direction sud                                                                                  |
| Clay                                      | North Kansas City              | 3,00   | 4,82   | 6      | Route 210 (en) est (Armour Road)                                                                       | |
| Clay                                      | Kansas City                    | 4,55   | 7,32   | 8A     | Parvin Road                                                                                            | |
| Clay                                      | Kansas City                    | 4,61   | 7,43   | —      | I-35 nord – Des Moines                                                                                 | Terminus nord du multiplex avec I-35; sortie 8B de l'I-35; les numéros de sortie suivent ceux de l'I-29 à partir de ce point |
| Clay                                      | Kansas City                    | 5,04   | 8,11   | 1A     | Davidson Road                                                                                          | |
| Clay                                      | Kansas City                    | 5,09   | 8,20   | 1B     | I-35 nord – Des Moines                                                                                 | Sortie direction sud, entrée direction nord; sortie 8B de l'I-35                                                             |
| Clay                                      | Kansas City                    | 6,11   | 9,84   | 1C     | Route 283 (en) (Oak Trafficway)                                                                        | Indiqué sortie 1C (nord) et 1D (sud) en direction sud; indiqué Oak Trafficway en direction nord seulement                    |
| Clay                                      | Kansas City                    | 6,58   | 10,60  | 1E     | US 69 (Vivion Road)                                                                                    | |
| Clay                                      | Kansas City                    | 6,99   | 11,24  | 2      | US 169 – Smithville                                                                                    | |
| Platte                                    | Kansas City                    | 7,89   | 12,70  | 3A     | Route AA (NW Waukomis Drive)                                                                           | Sortie direction nord, entrée direction sud                                                                                  |
| Platte                                    | Kansas City                    | 8,28   | 13,33  | 3C     | Route A (NW Gateway Drive)                                                                             | Sortie direction sud, entrée direction nord                                                                                  |
| Platte                                    | Kansas City                    | 8,26   | 13,30  | 3B     | I-635 sud – Kansas                                                                                     | Sortie 12A-B de l'I-635 |
| Platte                                    | Kansas City                    | 8,85   | 14,24  | 4      | NW 56th Street                                                                                         | Sortie direction nord, entrée direction sud                                                                                  |
| Platte                                    | Kansas City                    | 10,23  | 16,46  | 5      | Route 45 (en) nord (NW 64th Street)                                                                    | |
| Platte                                    | Platte Woods                   | 11,42  | 18,40  | 6      | NW 72nd Street – Platte Woods                                                                          | |
| Platte                                    | Kansas City                    | 13,02  | 20,95  | 8      | NW Barry Road vers Route 9 (en) – Parkville                                                            | |
| Platte                                    | Kansas City                    | 13,54  | 21,80  | 9      | Route 152 (en) – Topeka, Liberty                                                                       | Indiqué sortie 9A (est) et 9B (ouest)                                                                                        |
| Platte                                    | Kansas City                    | 15,00  | 24,14  | 10     | Tiffany Springs Parkway / Ambassador Drive                                                             | |
| Platte                                    | Kansas City                    | 16,80  | 27,04  | 12     | NW 112th Street                                                                                        | |
| Platte                                    | Kansas City                    | 17,82  | 28,68  | 13     | NW Midcontinent Trafficway vers I-435 est – Aéroport international de Kansas City, Saint-Louis         | |
| Platte                                    | Kansas City                    | 18,47  | 29,72  | 14     | I-435 est – Saint-Louis                                                                                | Terminus sud du multiplex avec I-435; sortie en direction nord via sortie 13; sortie direction sud, entrée direction nord    |
| Platte                                    | Kansas City                    | 19,64  | 31,60  | 15     | Mexico City Avenue                                                                                     | |
| Platte                                    | Platte City                    | 21,50  | 34,60  | 17     | I-435 sud – Topeka                                                                                     | Terminus nord du multiplex avec I-435                                                                                        |
| Platte                                    | Platte City                    | 22,86  | 36,78  | 18     | Route 92 (en) – Platte City, Weston, Leavenworth, Smithville                                           | |
| Platte                                    | Platte City                    | 24,02  | 38,66  | 19     | Route HH (Main Street)                                                                                 | |
| Platte                                    | Fair Township                  | 25,57  | 41,15  | 20     | Route 273 (en) nord / Route 371 (en) – Tracy, Weston                                                   | |
| Platte                                    | Green Township                 | 30,09  | 48,43  | 25     | Route E / Route U – Camden Point                                                                       | |
| Platte                                    | Dearborn                       | 34,63  | 55,73  | 30     | Route H / Route Z – New Market, Dearborn                                                               | |
| Buchanan                                  | Crawford Township              | 40,36  | 64,96  | 35     | Route DD – Faucett                                                                                     | |
| Buchanan                                  | Washington Township            | 47,50  | 76,45  | 43     | I-229 nord – Saint Joseph                                                                              | |
| Buchanan                                  | Saint Joseph                   | 48,94  | 78,76  | 44     | US 169 / I-29 BL nord – Saint Joseph, Gower                                                            | |
| Buchanan                                  | Saint Joseph                   | 50,45  | 81,19  | 46     | US 36 – Saint Joseph, Cameron                                                                          | Indiqué sortie 46A (est) et 46B (ouest)                                                                                      |
| Buchanan                                  | Saint Joseph                   | 52,60  | 84,65  | 47     | Route 6 (en) (Frederick Boulevard) – Clarksdale                                                        | |
| Buchanan                                  | Saint Joseph                   | 55,29  | 88,98  | 50     | US 169 – Saint Joseph, King City                                                                       | |
| Andrew                                    | Jefferson Township             | 58,36  | 93,93  | 53     | US 59 / I-29 BL sud / US 71 Bus. nord – Saint Joseph, Savannah                                         | |
| Andrew                                    | Jefferson Township             | 61,37  | 98,76  | 56     | I-229 sud / US 71 nord – Maryville                                                                     | Terminus nord du multiplex avec US 71; indiqué sortie 56A (nord) et 56B (sud)                                                |
| Andrew                                    | Lincoln Township               | 64,77  | 104,24 | 60     | Route CC / Route K – Amazonia                                                                          | |
| Andrew                                    | Jackson Township               | 69,95  | 112,58 | 65     | US 59 sud / Route RA / Lewis and Clark Trail – Fillmore, Savannah                                      | Terminus sud du multiplex avec US 59                                                                                         |
| Holt                                      | Nodaway Township               | 72,19  | 116,17 | 67     | US 59 nord / Lewis and Clark Trail – Oregon                                                            | Terminus nord du multiplex avec US 59                                                                                        |
| Holt                                      | Hickory Township               | 80,32  | 129,26 | 75     | US 59 – Oregon                                                                                         | |
| Holt                                      | Benton Township                | 83,84  | 134,93 | 79     | US 159 – Rulo                                                                                          | |
| Holt                                      | Mound City                     | 88,80  | 142,92 | 84     | Route 118 (en) – Mound City                                                                            | |
| Holt                                      | Union Township                 | 96,92  | 155,98 | 92     | US 59 – Craig, Fairfax                                                                                 | |
| Limite Holt–Atchison                      | Limite Townships Lincoln–Clark | 103,90 | 167,21 | 99     | Route W – Corning                                                                                      | |
| Atchison                                  | Clay Township                  | 112,45 | 180,98 | 107    | Route 111 (en) – Langdon, Rock Port                                                                    | |
| Atchison                                  | Rock Port                      | 115,41 | 185,73 | 110    | US 136 – Rock Port                                                                                     | |
| Atchison                                  | Nishnabotna Township           | 120,64 | 194,15 | 116    | Route A / Route B – Watson                                                                             | |
| Atchison                                  | Nishnabotna Township           | 128,71 | 207,14 |        | I-29 nord / Lewis and Clark Trail – Council Bluffs                                                     | Continue en Iowa |
| - Terminus de multiplex - Accès incomplet |                                |        |        |        | | |

### Iowa
| Interstate 5                                      |                                    |        |        |        |                                                                                    | |
| Comté                                             | Municipalité                       | mi     | km     | Sortie | Intersections / Destinations                                                       | Notes |
| Fremont                                           | Washington Township                | 0,00   | 0,00   |        | I-29 sud – Saint Joseph, Kansas City                                               | Continue au Missouri                                                                                                   |
| Fremont                                           | Washington Township                | 1,81   | 2,92   | 1      | Iowa 333 (en) est – Hamburg                                                        | |
| Fremont                                           | Benton Township                    | 10,14  | 16,33  | 10     | Iowa 2 (en) – Sidney, Nebraska City                                                | |
| Fremont                                           | Benton Township                    | 15,46  | 24,88  | 15     | CR J26 – Percival                                                                  | |
| Fremont                                           | Scott Township                     | 19,92  | 32,05  | 20     | CR J24 – McPaul, Thurman                                                           | |
| Fremont                                           | Scott Township                     | 24,45  | 39,34  | 24     | CR L31 (Vers CR J10) – Bartlett, Tabor                                             | |
| Mills                                             | Plattville Township                | 32,39  | 52,12  | 32     | Pacific Junction, Plattsmouth                                                      | |
| Mills                                             | Plattville Township                | 35,48  | 57,10  | 35     | US 34 / US 275 sud – Glenwood, Red Oak                                             | Terminus sud du multiplex avec US 275                                                                                  |
| Mills                                             | St Marys Township                  | 43,81  | 70,50  | 42     | CR H10 – Bellevue                                                                  | |
| Pottawattamie                                     | Council Bluffs                     | 47,87  | 77,03  | 47     | US 275 nord / Iowa 92 (en) – Lake Manawa                                           | Terminus nord du multiplex avec US 275                                                                                 |
| Pottawattamie                                     | Council Bluffs                     | 48,53  | 78,10  | 48A    | I-80 / US 6 est – Des Moines                                                       | Indiqué sortie 48 en direction sud; sortie 4A-B de l'I-80 ouest                                                        |
| Pottawattamie                                     | Council Bluffs                     | 48,53  | 78,10  | 48B    | I-80 Express / US 6 ouest – Omaha                                                  | Sortie direction nord, entrée direction sud; sortie 4 de l'I-80 est                                                    |
| Pottawattamie                                     | Council Bluffs                     | 49,23  | 79,83  | 49     | South Expressway – Centre-ville                                                    | |
| Pottawattamie                                     | Council Bluffs                     | 50,68  | 81,57  | 50     | S. 24th Street – Mid-America Center                                                | |
| Pottawattamie                                     | Council Bluffs                     | 51,64  | 83,11  | 51     | I-80 ouest – Omaha                                                                 | Sortie 1A-B de l'I-80 est                                                                                              |
| Pottawattamie                                     | Council Bluffs                     | 51,64  | 83,11  | 51     | I-80 Express / US 6 est – Des Moines                                               | Terminus sud du multiplex avec US 6; sortie direction sud, entrée direction nord; sortie 1 de l'I-80 ouest             |
| Pottawattamie                                     | Council Bluffs                     | 52,38  | 84,29  | 52     | Nebraska Avenue – Riverboat Casino, Dog Track-Casino                               | |
| Pottawattamie                                     | Council Bluffs                     | 53,20  | 85,62  | 53A    | 9th Avenue / Harrah's Boulevard                                                    | |
| Pottawattamie                                     | Council Bluffs                     | 53,78  | 86,55  | 53B    | I-480 / US 6 ouest – Omaha, Aéroport Eppley                                        | Terminus est de l'I-480; terminus nord du multiplex avec US 6                                                          |
| Pottawattamie                                     | Council Bluffs                     | 54,20  | 87,23  | 54A    | Avenue G                                                                           | Pas de sortie direction nord                                                                                           |
| Pottawattamie                                     | Council Bluffs                     | 54,62  | 87,91  | 54B    | N. 35th Street                                                                     | Fermée en mai 2021 |
| Pottawattamie                                     | Council Bluffs                     | 55,72  | 89,67  | 55     | N. 25th Street                                                                     | |
| Pottawattamie                                     | Council Bluffs                     | 56,92  | 91,60  | 56     | N. 16th Street – Council Bluffs, Business District                                 | Sortie direction sud, entrée direction nord                                                                            |
| Pottawattamie                                     | Crescent Township                  | 61,97  | 99,73  | 61     | I-680 ouest / CR G37 est – Crescent, North Omaha                                   | Terminus est de l'I-680; indiqué sortie 61A (est) et 61B (ouest)                                                       |
| Pottawattamie                                     | Limite townships Crescent–Rockford | 66,47  | 106,97 | 66     | Honey Creek                                                                        | |
| Pottawattamie                                     | Rockford Township                  | 71,62  | 115,27 | 71     | I-880 est / Loess Hill National Scenic Byway (Hitchcock Loop) – Des Moines         | Terminus ouest de l'I-880                                                                                              |
| Pottawattamie                                     | Rockford Township                  | 71,99  | 115,85 | 72     | Loveland / Loess Hill National Scenic Byway (Hitchcock Loop)                       | |
| Harrison                                          | Missouri Valley                    | 75,79  | 121,97 | 75     | US 30 – Missouri Valley, Blair                                                     | |
| Harrison                                          | Taylor Township                    | 82,09  | 132,11 | 82     | CR F50 – Modale                                                                    | |
| Harrison                                          | Morgan Township                    | 89,31  | 143,73 | 89     | Iowa 127 (en) est – Mondamin                                                       | |
| Harrison                                          | Little Sioux Township              | 95,71  | 154,04 | 95     | CR F20 – Little Sioux                                                              | |
| Monona                                            | Sherman Township                   | 105,35 | 169,54 | 105    | CR K45 – Blencoe                                                                   | |
| Monona                                            | Onawa                              | 112,33 | 180,77 | 112    | Iowa 175 (en) est – Onawa, Decatur                                                 | |
| Monona                                            | Limite township Lincoln–Lake       | 120,20 | 193,46 | 120    | CR E24 – Whiting                                                                   | |
| Woodbury                                          | Sloan Township                     | 127,57 | 205,31 | 127    | Iowa 141 (en) est – Sloan                                                          | |
| Woodbury                                          | Salix                              | 133,97 | 215,60 | 134    | Salix (CR K25)                                                                     | |
| Woodbury                                          | Salix                              | 135,71 | 218,40 | 135    | Port Neal Landing (CR D51)                                                         | |
| Woodbury                                          | Sergeant Bluff                     | 141,19 | 227,23 | 141    | CR D38 / Loess Hill National Scenic Byway – Sergeant Bluff, Aéroport de Sioux City | |
| Woodbury                                          | Sioux City                         | 143,41 | 230,80 | 143    | US 75 Bus. nord (Singing Hills Boulevard) – Bridgeport, Parc industriel            | Terminus sud du multiplex avec US 75 Bus.                                                                              |
| Woodbury                                          | Sioux City                         | 144,47 | 232,51 | 144    | I-129 ouest / US 75 Bus. / US 20 / US 75 – Le Mars, Fort Dodge, South Sioux City   | Terminus nord du multiplex avec US 75 Bus.; indiqué sortie 144A (est/nord) et 144B (ouest/sud); sortie 1A-B de l'I-129 |
| Woodbury                                          | Sioux City                         | 147,48 | 237,34 | 147    | Floyd Boulevard, Virginia Street                                                   | Indiqué sortie 147A en direction nord                                                                                  |
| Woodbury                                          | Sioux City                         | 148,05 | 238,26 | 147B   | Gordon Drive / Nebraska Street – Centre-ville                                      | Sortie direction nord, entrée direction sud                                                                            |
| Woodbury                                          | Sioux City                         | 148,49 | 238,98 | 148    | US 77 sud / US 20 Bus. ouest / Wesley Parkway nord – South Sioux City              | Terminus sud du multiplex avec US 20 Bus.; accès direction sud via sortie 149                                          |
| Woodbury                                          | Sioux City                         | 149,08 | 239,92 | 149    | Vers US 77 sud (US 20 Bus. ouest) / Hamilton Boulevard                             | Sortie en direction nord indiquée vers Hamilton Boulevard seulement                                                    |
| Woodbury                                          | Sioux City                         | 149,08 | 239,92 | 149    | Wesley Parkway nord – South Sioux City                                             | Sortie en direction nord indiquée vers Hamilton Boulevard seulement                                                    |
| Woodbury                                          | Sioux City                         | 151,37 | 243,60 | 151    | Iowa 12 (en) nord (Riverside Boulevard) / Loess Hill National Scenic Byway – Akron | Terminus nord du multiplex avec Iowa 12                                                                                |
| Woodbury                                          | Sioux City                         | 151,83 | 244,34 |        | I-29 nord – Sioux Falls                                                            | Continue au Dakota du Sud                                                                                              |
| - Terminus de multiplex - Accès incomplet - Fermé |                                    |        |        |        |                                                                                    | |

### Dakota du Sud
| Interstate 5                                           |                                  |                     |                     |                     |                                                                                 | |
| Comté                                                  | Municipalité                     | mi                  | km                  | Sortie              | Intersections / Destinations                                                    | Notes |
| Union                                                  | Big Sioux Township               | 0,00                | 0,00                |                     | I-29 sud – Sioux City                                                           | Continue en Iowa                                                                                                |
| Union                                                  | Dakota Dunes                     | 0,98                | 1,58                | 1                   | Dakota Dunes                                                                    | |
| Union                                                  | North Sioux City                 | 2,48                | 3,99                | 2                   | North Sioux City                                                                | |
| Union                                                  | North Sioux City                 | 4,35                | 7,00                | 4                   | North Sioux City, McCook Lake                                                   | |
| Union                                                  | Jefferson Township               | 9,50                | 15,29               | 9                   | Jefferson                                                                       | |
| Union                                                  | Elk Point Township               | 15,78               | 25,40               | 15                  | I-29 BL nord – Elk Point                                                        | |
| Union                                                  | Elk Point Township               | 18,30               | 29,45               | 18                  | I-29 BL sud – Elk Point, Burbank                                                | |
| Union                                                  | Brule Township                   | 26,70               | 42,97               | 26                  | SD 50 (en) – Vermillion, Yankton                                                | Accès à l'Université du Dakota du Sud                                                                           |
| Union                                                  | Spink Township                   | 31,27               | 50,32               | 31                  | SD 48 (en) est – Spink, Akron                                                   | |
| Union                                                  | Emmet Township                   | 38,32               | 61,67               | 38                  | Volin                                                                           | |
| Union                                                  | Prairie Township                 | 42,31               | 68,09               | 42                  | Alcester, Wakonda                                                               | |
| Lincoln                                                | Beresford                        | 47,30               | 76,12               | 47                  | SD 46 (en) – Beresford, Irene                                                   | |
| Lincoln                                                | Pleasant Township                | 50,31               | 80,97               | 50                  | Centerville, Hudson                                                             | |
| Lincoln                                                | Limite township Pleasant–Lincoln | 53,32               | 85,81               | 53                  | Viborg                                                                          | |
| Lincoln                                                | Lincoln Township                 | 56,33               | 90,65               | 56                  | Fairview                                                                        | |
| Lincoln                                                | Limite township Lincoln–Lynn     | 59,33               | 95,48               | 59                  | US 18 ouest – Davis, Hurley                                                     | Terminus sud du multiplex avec US 18                                                                            |
| Lincoln                                                | Lynn Township                    | 62,35               | 100,34              | 62                  | US 18 est – Canton                                                              | Terminus nord du multiplex avec US 18                                                                           |
| Lincoln                                                | Lynn Township                    | 64,33               | 103,53              | 64                  | SD 44 (en) – Worthing, Lennox                                                   | |
| Lincoln                                                | La Valley Township               | 68,35               | 110,00              | 68                  | Lennox, Parker                                                                  | |
| Lincoln                                                | Tea                              | 71,36               | 114,84              | 71                  | Harrisburg, Tea                                                                 | |
| Lincoln                                                | Tea                              | 73,38               | 118,09              | 73                  | CR 106 – Tea                                                                    | |
| Lincoln                                                | Sioux Falls                      | 75,19               | 121,01              | 75                  | I-229 nord – Sioux Falls                                                        | Sortie 1A-B de l'I-229 sud                                                                                      |
| Minnehaha                                              | Sioux Falls                      | 77,26               | 124,34              | 77                  | 41st Street                                                                     | |
| Minnehaha                                              | Sioux Falls                      | 78,12               | 125,72              | 78                  | 26th Street / Louise Avenue                                                     | |
| Minnehaha                                              | Sioux Falls                      | 79,26               | 127,56              | 79                  | I-29 BL est / SD 42 (en) (12th Street) – Centre-ville                           | |
| Minnehaha                                              | Sioux Falls                      | 80,29               | 129,21              | 80                  | Madison Street                                                                  | |
| Minnehaha                                              | Sioux Falls                      | 81,32               | 130,87              | 81                  | Russell Street / Maple Street – Denny Sanford PREMIER Center, Sioux Falls Arena | |
| Minnehaha                                              | Sioux Falls                      | 82,41               | 132,63              | 82                  | Benson Road – Sioux Falls, Complexe sportif Pentagon                            | |
| Minnehaha                                              | Sioux Falls                      | 83,38               | 134,19              | 83                  | SD 38 (en) ouest (60th Street Nord) – Aéroport régional de Sioux Falls          | |
| Minnehaha                                              | Mapleton Township                | 84,15               | 135,43              | 84                  | I-90 – Albert Lea, Rapid City                                                   | Indiqué sortie 84A (est) et 84B (ouest); sortie 369A-B de l'I-90                                                |
| Minnehaha                                              | Mapleton Township                | 86,40               | 139,05              | 86                  | Renner, Crooks                                                                  | |
| Minnehaha                                              | Limite townships Lyons–Burk      | 94,49               | 152,07              | 94                  | Baltic, Colton, Lyons                                                           | Colton indiqué en direction nord seulement                                                                      |
| Minnehaha                                              | Burk Township                    | 98,47               | 158,47              | 98                  | SD 115 (en) sud – Dell Rapids, Chester, Colton                                  | |
| Moody                                                  | Enterprise Township              | 104,81              | 168,68              | 104                 | Trent, Chester                                                                  | Chester indiqué en direction sud seulement                                                                      |
| Moody                                                  | Egan Township                    | 109,83              | 176,76              | 109                 | SD 34 (en) – Madison, Colman                                                    | |
| Moody                                                  | Clare Township                   | 114,82              | 184,78              | 114                 | SD 32 (en) est – Flandreau                                                      | |
| Moody                                                  | Riverview Township               | 121,83              | 196,07              | 121                 | Nunda, Ward                                                                     | |
| Brookings                                              | Trenton Township                 | 127,80              | 205,67              | 127                 | SD 324 (en) est – Elkton, Sinai                                                 | |
| Brookings                                              | Brookings                        | 130,79              | 210,49              | 130                 | 20th Street sud                                                                 | Futur échangeur                                                                                                 |
| Brookings                                              | Brookings                        | 132,79              | 213,70              | 132                 | I-29 BS ouest / US 14 (6th Street) – Brookings, Huron                           | Accès à l'Université d'État de Dakota du Sud; 6th indiqué en direction nord seulement                           |
| Brookings                                              | Brookings                        | 133,78              | 215,30              | 133                 | US 14 Byp. (18th Street) – Volga, Arlington                                     | 18th Street indiqué en direction nord seulement                                                                 |
| Brookings                                              | Afton Township                   | 140,77              | 226,55              | 140                 | SD 30 (en) – White, Bruce                                                       | |
| Deuel                                                  | Blom Township                    | 150,87              | 242,80              | 150                 | SD 15 (en) nord / SD 28 (en) – Toronto, Estelline                               | SD 15 indiqué en direction nord seulement                                                                       |
| Deuel                                                  | Hidewood Township                | 157,63              | 253,68              | 157                 | Brandt                                                                          | |
| Deuel                                                  | Havana Township                  | 164,53              | 264,79              | 164                 | SD 22 (en) – Castlewood, Clear Lake                                             | |
| Hamlin                                                 | Pas d'intersections              | Pas d'intersections | Pas d'intersections | Pas d'intersections | Pas d'intersections                                                             | Pas d'intersections                                                                                             |
| Codington                                              | Watertown                        | 177,93              | 286,35              | 177                 | US 212 – Watertown, Kranzburg                                                   | |
| Codington                                              | Elmira Township                  | 180,94              | 291,19              | 180                 | US 81 sud – Watertown                                                           | Terminus sud du multiplex avec US 81; Accès à l'aéroport de Watertown; US 81 indiqué en direction sud seulement |
| Codington                                              | Rauville Township                | 185,95              | 299,26              | 185                 | Waverly                                                                         | |
| Codington                                              | Germantown Township              | 193,02              | 310,64              | 193                 | SD 20 (en) – South Shore, Stockholm                                             | |
| Grant                                                  | Farmington Township              | 201,05              | 323,56              | 201                 | Twin Brooks                                                                     | |
| Roberts                                                | Summit Township                  | 207,29              | 333,60              | 207                 | US 12 – Aberdeen, Milbank                                                       | |
| Roberts                                                | Spring Grove Township            | 213,87              | 344,19              | 213                 | SD 15 (en) – Wilmot                                                             | |
| Roberts                                                | Agency Township                  | 224,02              | 360,53              | 224                 | Peever                                                                          | |
| Roberts                                                | Grant Township                   | 232,07              | 373,48              | 232                 | SD 10 (en) – Sisseton, Browns Valley                                            | |
| Roberts                                                | Hart Township                    | 242,02              | 389,49              | 242                 | Sortie 242                                                                      | |
| Roberts                                                | Lien Township                    | 246,42              | 396,57              | 246                 | SD 127 (en) – New Effington, Rosholt                                            | |
| Roberts                                                | Victor Township                  | 252,50              | 406,56              |                     | I-29 nord / US 81 nord – Fargo                                                  | Continue au Dakota du Nord                                                                                      |
| - Terminus de multiplex - Accès incomplet - Non-ouvert |                                  |                     |                     |                     |                                                                                 | |

### Dakota du Nord
| Interstate 5              |                                    |        |        |                      |                                                          |                                                                    |
| Comté                     | Municipalité                       | mi     | km     | Sortie               | Intersections / Destinations                             | Notes                                                              |
| Richland                  | Greendale Township                 | 0,00   | 0,00   |                      | I-29 sud / US 81 sud – Sioux Falls                       | Continue au Dakota du Sud                                          |
| Richland                  | Greendale Township                 | 0,01   | 0,02   | 1                    | CR 1E                                                    |                                                                    |
| Richland                  | Greendale Township                 | 2,07   | 3,34   | 2                    | CR 22                                                    |                                                                    |
| Richland                  | Waldo Township                     | 8,07   | 12,99  | 8                    | ND 11 (en) – Hankinson, Fairmount                        |                                                                    |
| Richland                  | Brandenburg Township               | 15,08  | 24,27  | 15                   | CR 16 – Great Bend, Mantador                             |                                                                    |
| Richland                  | Mooreton Township                  | 22,58  | 36,34  | 23                   | ND 13 (en) – Wahpeton, Mooreton                          | Indiqué sortie 23A (est) et 23B (ouest) en direction sud           |
| Richland                  | Ibsen Township                     | 26,03  | 41,89  | 26                   | Dwight                                                   |                                                                    |
| Richland                  | Abercrombie Township               | 31,04  | 49,95  | 31                   | CR 8 – Galchutt                                          |                                                                    |
| Richland                  | Colfax Township                    | 37,05  | 59,62  | 37                   | CR 4 – Colfax, Abercrombie                               |                                                                    |
| Richland                  | Limite township Colfax–Walcott     | 42,12  | 67,78  | 42                   | CR 2 – Walcott                                           |                                                                    |
| Richland                  | Walcott Township                   | 44,13  | 71,01  | 44                   | Christine                                                |                                                                    |
| Limite Richland–Cass      | Limite township Walcott–Pleasant   | 48,18  | 77,54  | 48                   | ND 46 (en) – Kindred                                     |                                                                    |
| Cass                      | Pleasant Township                  | 50,19  | 80,77  | 50                   | CR 18 – Hickson, Oxbow                                   |                                                                    |
| Cass                      | Limite township Pleasant–Stanley   | 54,17  | 87,17  | 54                   | CR 16 – Oxbow, Davenport                                 |                                                                    |
| Cass                      | Stanley Township                   | 56,43  | 90,81  | 56                   | Wild Rice, Horace                                        |                                                                    |
| Cass                      | Fargo                              | 60,25  | 96,97  | 60                   | US 81 Bus. nord (52nd Avenue sud)                        |                                                                    |
| Cass                      | Fargo                              | 62,25  | 100,18 | 62                   | 32nd Avenue sud                                          | Indiqué sortie 62A (est) et 62B (ouest) en direction sud           |
| Cass                      | Fargo                              | 63,27  | 101,82 | 63                   | I-94 / US 52 – Bismarck, Minneapolis                     | Indiqué sortie 63A (est) et 63B (ouest); sortie 349A-B de l'I-94   |
| Cass                      | Fargo                              | 64,25  | 103,40 | 64                   | 38th Street Southwest, 13th Avenue sud                   |                                                                    |
| Cass                      | Fargo                              | 65,25  | 105,01 | 65                   | I-94 BL (Main Avenue) / US 10 – Centre-ville, West Fargo |                                                                    |
| Cass                      | Fargo                              | 66,26  | 106,63 | 66                   | ND 294 (en) est (12th Avenue nord)                       |                                                                    |
| Cass                      | Fargo                              | 67,26  | 108,24 | 67                   | US 81 Bus. sud (19th Avenue nord)                        | Accès à l'aéroport international de Fargo et à l'Université d'État |
| Cass                      | Fargo                              | 69,37  | 111,65 | 69                   | CR 20 (40th Avenue nord)                                 |                                                                    |
| Cass                      | Harwood                            | 72,78  | 117,13 | 72                   | Harwood                                                  |                                                                    |
| Cass                      | Argusville                         | 78,54  | 126,40 | 78                   | Argusville                                               |                                                                    |
| Cass                      | Gardner                            | 85,83  | 138,12 | 85                   | Gardner                                                  |                                                                    |
| Limite Cass–Traill        | Limite township Kinyon–Kelso       | 92,14  | 148,29 | 92                   | Grandin                                                  |                                                                    |
| Traill                    | Hillsboro Township                 | 100,39 | 151,56 | 100                  | ND 200 (en) – Halstad ND 200A (en) – Blanchard           |                                                                    |
| Traill                    | Hillsboro                          |        |        | 104                  | Hillsboro                                                |                                                                    |
| Traill                    | Limite township Eldorado–Ervin     | 110,80 | 178,31 | 111                  | ND 200 (en) – Mayville, Cummings                         |                                                                    |
| Traill                    | Stavanger Township                 | 117,99 | 189,88 | 118                  | Buxton                                                   |                                                                    |
| Limite Traill–Grand Forks | Limite township Stavanger–Americus | 123,00 | 197,95 | 123                  | CR 25 – Reynolds                                         |                                                                    |
| Grand Forks               | Walle Township                     | 130,04 | 209,28 | 130                  | ND 15 (en) ouest – Thompson CR 81A est                   |                                                                    |
| Grand Forks               | Grand Forks                        | 138,15 | 222,32 | 138                  | US 81 Bus. nord (32nd Avenue sud)                        |                                                                    |
| Grand Forks               | Grand Forks                        | 140,20 | 225,62 | 140                  | ND 297 (en) est (DeMers Avenue) – Centre-ville           | Accès à l'Université du Dakota du Nord                             |
| Grand Forks               | Grand Forks                        | 141,20 | 227,23 | 141                  | US 2 (Gateway Drive) – Centre-ville                      | Accès à l'Aréna Ralph Engelstad, Aéroport de Grand Forks           |
| Grand Forks               | Grand Forks                        | 144,71 | 232,89 | 145                  | US 81 Bus. sud (North Washington Street)                 |                                                                    |
| Grand Forks               | Ferry Township                     | 152,21 | 244,96 | 152                  | US 81 nord – Manvel, Gilby                               | Terminus nord du multiplex avec US 81                              |
| Grand Forks               | Turtle River Township              | 156,68 | 252,15 | 157                  | Sortie 157                                               |                                                                    |
| Walsh                     | Walshville Township                | 160,93 | 258,99 | 161                  | ND 54 (en) est – Oslo CR 19 ouest – Ardoch               |                                                                    |
| Walsh                     | Walshville Township                | 163,70 | 263,45 | 164                  | Sortie 164                                               |                                                                    |
| Walsh                     | Pulaski Township                   | 167,72 | 269,92 | 168                  | CR 15 – Warsaw, Minto                                    |                                                                    |
| Walsh                     | Pulaski Township                   | 171,72 | 276,36 | 172                  | Sortie 172                                               |                                                                    |
| Walsh                     | Acton Township                     | 175,79 | 282,91 | 176                  | ND 17 (en) – Grafton                                     |                                                                    |
| Walsh                     | Saint Andrews Township             | 179,88 | 289,48 | 180                  | Sortie 180                                               |                                                                    |
| Walsh                     | Saint Andrews Township             | 184,04 | 296,18 | 184                  | Drayton                                                  |                                                                    |
| Pembina                   | Drayton Township                   | 186,80 | 300,76 | 187                  | ND 66 (en) – Drayton                                     |                                                                    |
| Pembina                   | Limite township Drayton–Lincoln    | 190,96 | 307,31 | 191                  | CR 11 – Saint Thomas                                     |                                                                    |
| Pembina                   | Lincoln Township                   | 192,96 | 310,54 | 193                  | Sortie 193                                               |                                                                    |
| Pembina                   | Lincoln Township                   | 196,01 | 315,45 | 196                  | CR 3                                                     |                                                                    |
| Pembina                   | Joliette Township                  | 200,24 | 322,26 | 200                  | Sortie 200                                               |                                                                    |
| Pembina                   | Joliette Township                  | 203,41 | 327,36 | 203                  | US 81 sud / ND 5 (en) – Hamilton, Cavalier               | Terminus sud du multiplex avec US 81                               |
| Pembina                   | Joliette Township                  | 208,47 | 335,51 | 208                  | CR 1 – Bathgate                                          |                                                                    |
| Pembina                   | Pembina Township                   | 212,72 | 342,34 | 212                  | Sortie 212                                               |                                                                    |
| Pembina                   | Pembina Township                   | 215,24 | 346,39 | 215                  | ND 59 (en) / CR 55 – Neche, Pembina                      |                                                                    |
| Pembina                   | Pembina Township                   | 217,52 | 350,01 | Frontière canadienne | Frontière canadienne                                     | Frontière canadienne                                               |
| Pembina                   | Pembina Township                   | 217,52 | 350,01 |                      | PTH 75 nord – Winnipeg                                   | Terminus nord de l'I-29 / US 81; continue au Manitoba              |
| - Terminus de multiplex   |                                    |        |        |                      |                                                          |                                                                    |

## Autoroutes reliées
- Interstate 229 (Missouri)
- Interstate 129 (Nebraska / Iowa)
- Interstate 229 (Dakota du Sud)